# نوک‌دراز کوتولچه
نوک‌دراز کوتولچه (نام علمی: Oedistoma pygmaeum) نام گونه‌ای از سرده نوک‌درازها است.
طول این گونه حدود 7 سانتیمتر، در حالی‌که طول نوک‌دراز کوتوله حدود 13 سانتیمتر است.